# John Oliphant, 2. Lord Oliphant

Wappen des John Oliphant, 2. Lord Oliphant

John Oliphant, 2. Lord Oliphant (* vor 1473; † 1516) war ein schottischer Adliger.

## Leben
Er war der älteste Sohn und Erbe des Laurence Oliphant, 1. Lord Oliphant, aus dessen erster Ehe mit Lady Isabel Hay, Tochter des William Hay, 1. Earl of Erroll.
Nachdem er volljährig wurde, erwarb er das Gut Hedderwick bei Montrose in Forfarshire, nach dem er sich zu Lebzeiten seines Vaters John Oliphant of Hedderwick nannte.
Beim Tod seines Vaters erbte er dessen Titel als Lord Oliphant und wurde im Mai 1500 als Erbe von dessen Ländereien bestätigt. Ab März 1504 nahm er regelmäßig an den Sitzungen des schottischen Parlaments teil.
Er ist letztmals am 12. April 1516 belegt und war am 18. November 1516 bereits gestorben. Da sein Sohn Colin 1513 in der Schlacht von Flodden Field gefallen war, beerbte ihn dessen älterer Sohn Laurence als 3. Lord Oliphant.

## Ehe und Nachkommen
Spätestens im Oktober 1493 war er mit Lady Elizabeth Campbell († nach 1516), Tochter des Colin Campbell, 1. Earl of Argyll, verheiratet. Mit ihr hatte er drei Söhne:
- John Oliphant, Master of Oliphant († vor 1505);
- Colin Oliphant, Master of Oliphant (⚔ 1513) ⚭ vor 1505 Lady Elizabeth Keith, Tochter des William Keith, 2. Earl Marischal; das Paar hatte zwei Söhne:
  - Laurence Oliphant, 3. Lord Oliphant (1505–1566);
  - William Oliphant of Newton and Gask, ⚭ Margaret Oliphant of Berriedale.
- John Oliphant († vor 1554), Bürger von Perth ⚭ Margaret Swinton.